# Labrocerus quadrisignatus
Labrocerus quadrisignatus is een keversoort uit de familie spektorren (Dermestidae). De wetenschappelijke naam van de soort werd in 1908 gepubliceerd door David Sharp.